# Aigulfo de Lérins
Aigulfo o Aigolfo (en francés: Aigulphe, Aygulf o Ayoul; Blois, c. 630 - Isla de Capraia, c. 676), fue un monje benedictino, abad de Lérins y mártir. Es venerado como santo por la Iglesia Católica, siendo recordado el 3 de septiembre.

## Hagiografía
Nacido en Blois, hijo de padres humildes pero piadosos, se hizo monje a la edad de veinte años entrando en la abadía de Fleury en Saint-Benoît-sur-Loire, inmediatamente después de su fundación en 651. Cuenta la leyenda que participó en la traducción de las reliquias de San Benito de Montecassino a Fleury. Sin embargo, la fecha de este evento es incierta, pero según los bolandistas es solo una leyenda.
Hacia 661 fue enviado por Clotario III como abad para reformar la abadía de Lérins. Aquí, hacia 675, los monjes Arcadio y Colombo, con la ayuda del obispo de Uzès, Mummolo, se rebelaron contra él, lo metieron en la cárcel, le cortaron la lengua y le sacaron los ojos.  Finalmente lo entregaron con otros 33 monjes a los piratas, quienes los mataron en la isla de Capraia. Su cuerpo fue devuelto a la abadía de Lérins en 675 por Rigomir, abad de Lérins.